# Chris Tonietto
Christine Nogueira dos Reis Tonietto, más conocida como Chris Tonietto (Río de Janeiro, 14 de mayo de 1991) es una abogada y política conservadora brasileña, afiliada al Partido Liberal (PL). Desde 2019 se desempeña como diputada federal por Río de Janeiro.

## Educación y carrera
Tonietto se graduó en derecho en la Universidad Federal Fluminense en 2016.
Como abogada, en 2017 presentó una demanda de indemnización contra el colectivo de humor Porta dos Fundos, por un video que parodiaba la idea del cielo en el catolicismo.

## Carrera política
En las elecciones generales de 2018 fue electa diputada federal por Río de Janeiro para la 56.ª legislatura de la Cámara de Diputados por el Partido Social Liberal (PSL), con 38.525 votos (0,50% de los votos válidos). En las elecciones de 2022 resultó reelecta para el cargo.

## Posiciones ideológicas

### Aborto
Tonietto se opone al aborto en todos los casos.

### Ideología de género y comunidad gay
El 12 de junio de 2020, Chris Tonietto publicó en Facebook: «La pedofilia se relaciona más específicamente con la llamada 'teoría de género' y su aplicación en entornos escolares. Explícitamente defendida por algunos exponentes del movimiento LGBT, la pedofilia se está introduciendo visiblemente en el país como factor de disolución de la confianza en las relaciones familiares y corrupción moral de toda una generación de niños expuestos a una abominable erotización desde su más tierna infancia».

## Vida personal
Tonietto es católica devota y es miembro del Centro Cultural Don Bosco. Está casada y tiene un hijo.

## Resultados electorales

### Diputada federal
|  | 0,50 % |

|  | 22,18 % |

|  | 0,61 % |

|  | 20,03 % |